# ОШ „Петефи Шандор” Хајдуково
ОШ „Петефи Шандор” у Хајдукову, насељеном месту на територији града Суботице, државна је образовна установа. Школа носи име по Шандору Петефиу, мађарском песнику српског порекла.
Настава се реализује на мађарском наставном језику. 